# Benno macht Geschichten
Benno macht Geschichten ist eine zweiteilige Komödie des DDR-Fernsehens, die zu Ostern 1982 erstmals ausgestrahlt wurde.

## Handlung
Da die Eltern von Benno beruflich stark eingebunden sind und kaum Zeit haben, um sich um ihn zu kümmern, sehnt der Berliner Junge sich nach einer Person, die viel Zeit für ihn hat und sich seiner Probleme annimmt. Während einer Zugfahrt lernt er den Rentner Oskar Schrader kennen, der für sein Leben gern kocht, Uhren sammelt, Zauberkunststücke beherrscht und mitten im Grünen wohnt. In den Ferien darf er mit Genehmigung seiner Eltern zu ihm. Zwischen den beiden entwickelt sich eine echte Freundschaft.
Der Nachbarschaft spielt Benno zusammen mit seinem Kumpel Mutz gern Streiche: Da ist zum einen die verschrobene Tierliebhaberin Irma Kalweit, mit der der selbstgerechte Oskar Schrader im Dauerclinch liegt. Auf der anderen Seite wohnt der rüpelige Draufgänger Ralf Klotz, dessen Damenbesuch gleich zum Opfer zweier übler Streiche wird, die eigentlich Irma Kalweit und Ralf Klotz zugedacht waren.
Aber Benno und Oskar sind beide nicht nur etwas streitsüchtig, sondern auch hilfsbereit, wenn sie gebraucht werden. So versöhnen sich am Ende nicht nur Oskar und Irma, sondern auch Bennos Eltern erkennen, dass ihrem Jungen nicht erzieherische Strenge, sondern die nötige Zuwendung fehlte.
Mit heiterem Unterton zeichnet der Zweiteiler zugleich ein zeitgemäßes Bild vom Leben verschiedener Generationen in den 1980er-Jahren in der DDR.